# بهتر از شکلات
بهتر از شکلات (به انگلیسی: Better Than Chocolate) فیلمی محصول سال ۱۹۹۹ و به کارگردانی آن ولر است. در این فیلم بازیگرانی همچون کارین دوایر، کریستینا کوکس، پیتر اوتربریج، ان-مری مک‌دانلد، ماریا دلور، کوین ماندی، جی برازائو ایفای نقش کرده‌اند.